# Lüshunkou

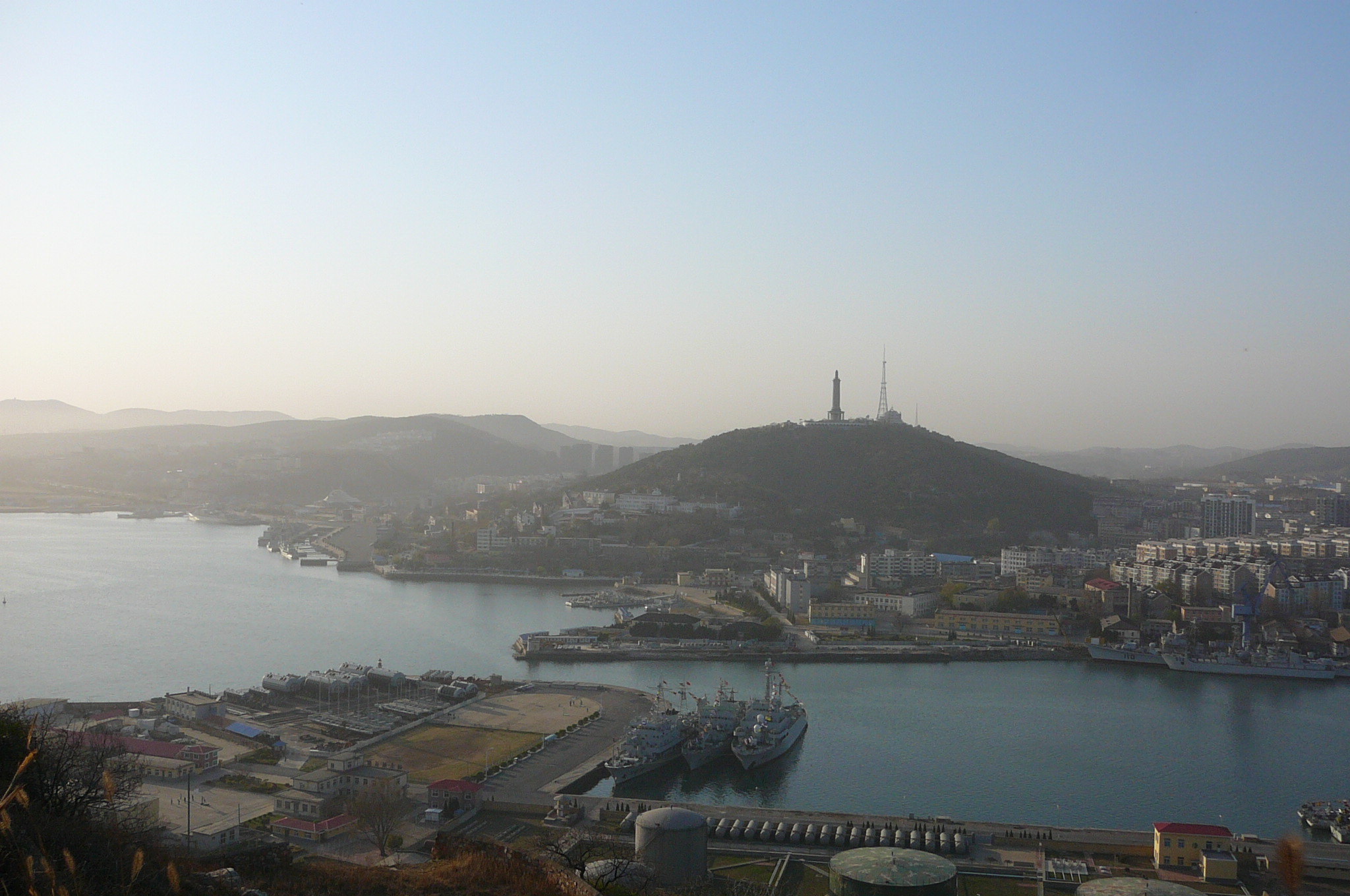
Stadt mit Hafen

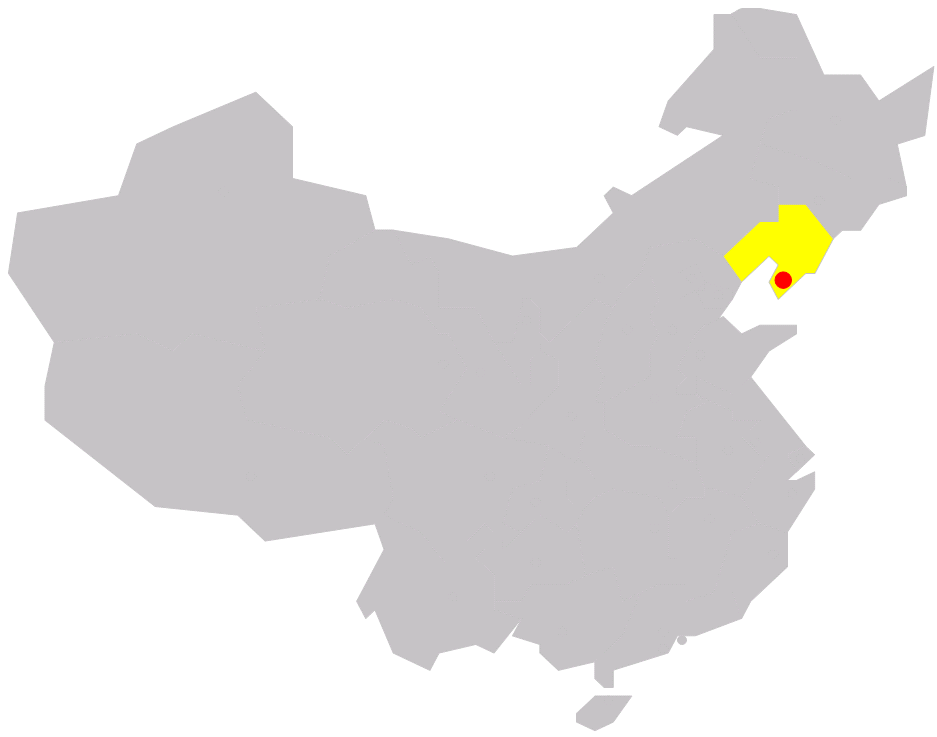
Lage von Lüshunkou in der Volksrepublik China

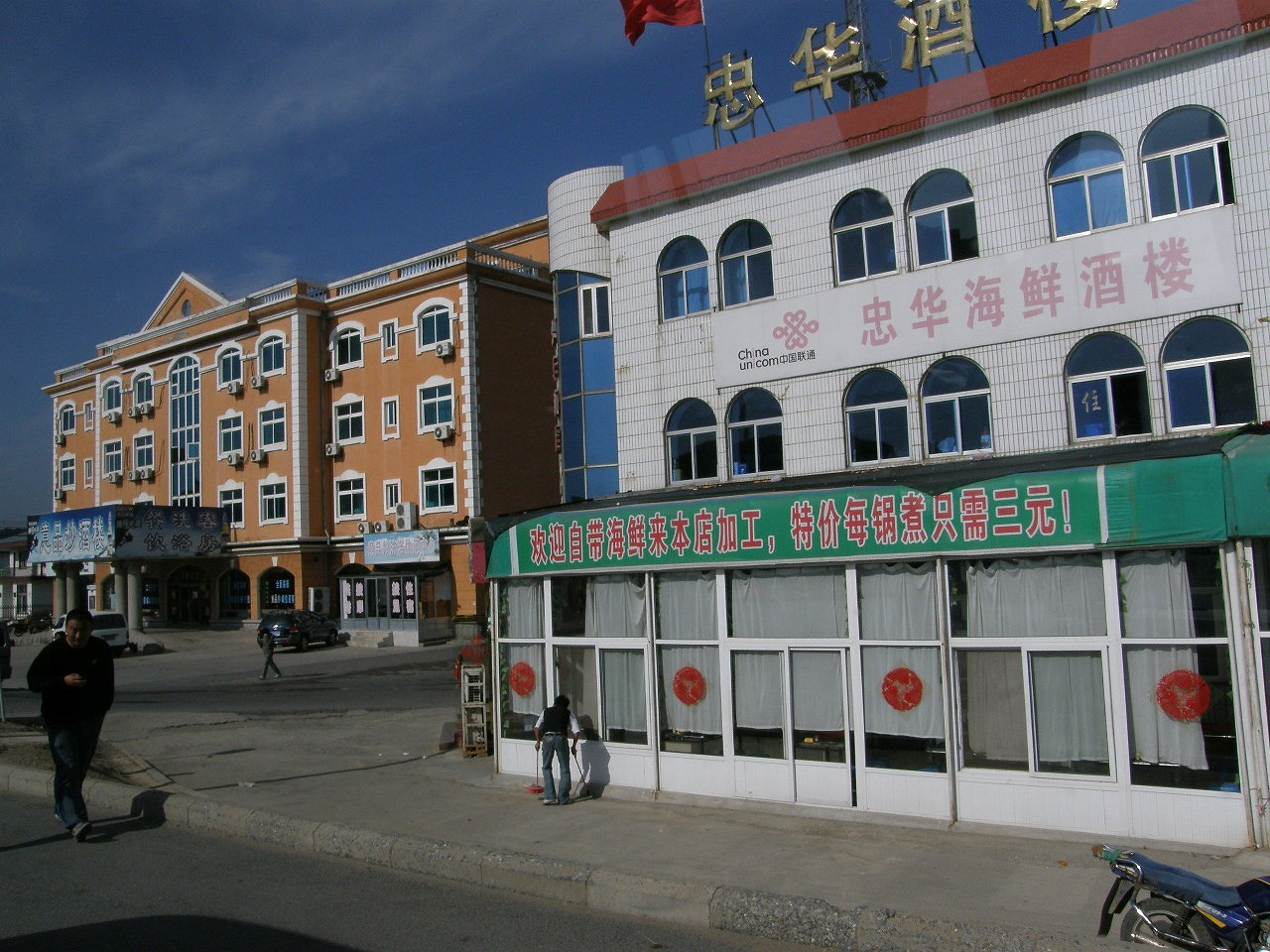
Häuserzeile in Lüshunkou

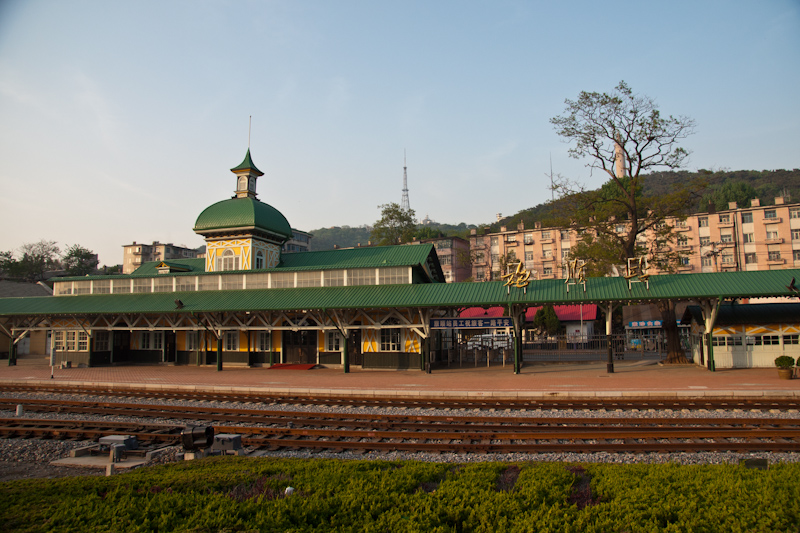
Bahnhof im russischen Stil

Lüshunkou (chinesisch 旅順口區 / 旅顺口区, Pinyin Lǚshùnkǒu Qū) ist ein Stadtbezirk der chinesischen Hafenstadt Dalian am Gelben Meer, in der Provinz Liaoning. Der Stadtteil hat eine Fläche von 544,4 km² und eine Bevölkerung von 355.427 (Stand: Zensus 2020), also 652 E./km². Es ist ein Stützpunkt der chinesischen Marine.
Lüshunkou war eine unbefestigte Fischersiedlung als Royal-Navy-Leutnant William C. Arthur mit dem Kanonenboot HMS Algerine den Naturhafen 1860 während des Zweiten Opiumkrieges als Port Arthur sicherte, unter dem Namen wurde der Ort in der Folgezeit weltbekannt. Im chinesischen Auftrag befestigte Krupp ab den späten 1880er Jahren den Hafen, der 1894 von Japan erobert wurde, aber auf internationalen Druck wieder geräumt wurde. Von 1898 bis 1904 zunächst als Port-Artur (Порт-Артур) russisches Pachtgebiet war. Ein japanischer Angriff Anfang 1904 auf die russische Flotte im Hafen eröffnete den Russisch-Japanischen Krieg. Von 1905 bis 1945 pachtete das Japanische Kaiserreich den Hafen, als Ryojun (旅順). Nach dem Zweiten Weltkrieg bis 1955 war die Stadt unter sowjetischer Verwaltung. 

## Administrative Gliederung
Auf Gemeindeebene setzt sich Lüshunkou aus acht Straßenvierteln und fünf Großgemeinden zusammen. Diese sind:
- Straßenviertel Dengfeng (登峰街道)
- Straßenviertel Shichang (市场街道)
- Straßenviertel Desheng (得胜街道)
- Straßenviertel Guangrong (光荣街道)
- Straßenviertel Shuishiying (水师营街道)
- Straßenviertel Longwangtang (龙王塘街道)
- Straßenviertel Tieshan (铁山街道)
- Straßenviertel Jiangxi (江西街道)
- Großgemeinde Shuangdaowan (双岛湾镇)
- Großgemeinde Sanjianpu (三涧堡镇)
- Großgemeinde Changcheng (长城镇)
- Großgemeinde Longtou (龙头镇)
- Großgemeinde Beihai (北海镇).

## Geschichte

### Erster Japanisch-Chinesischer Krieg

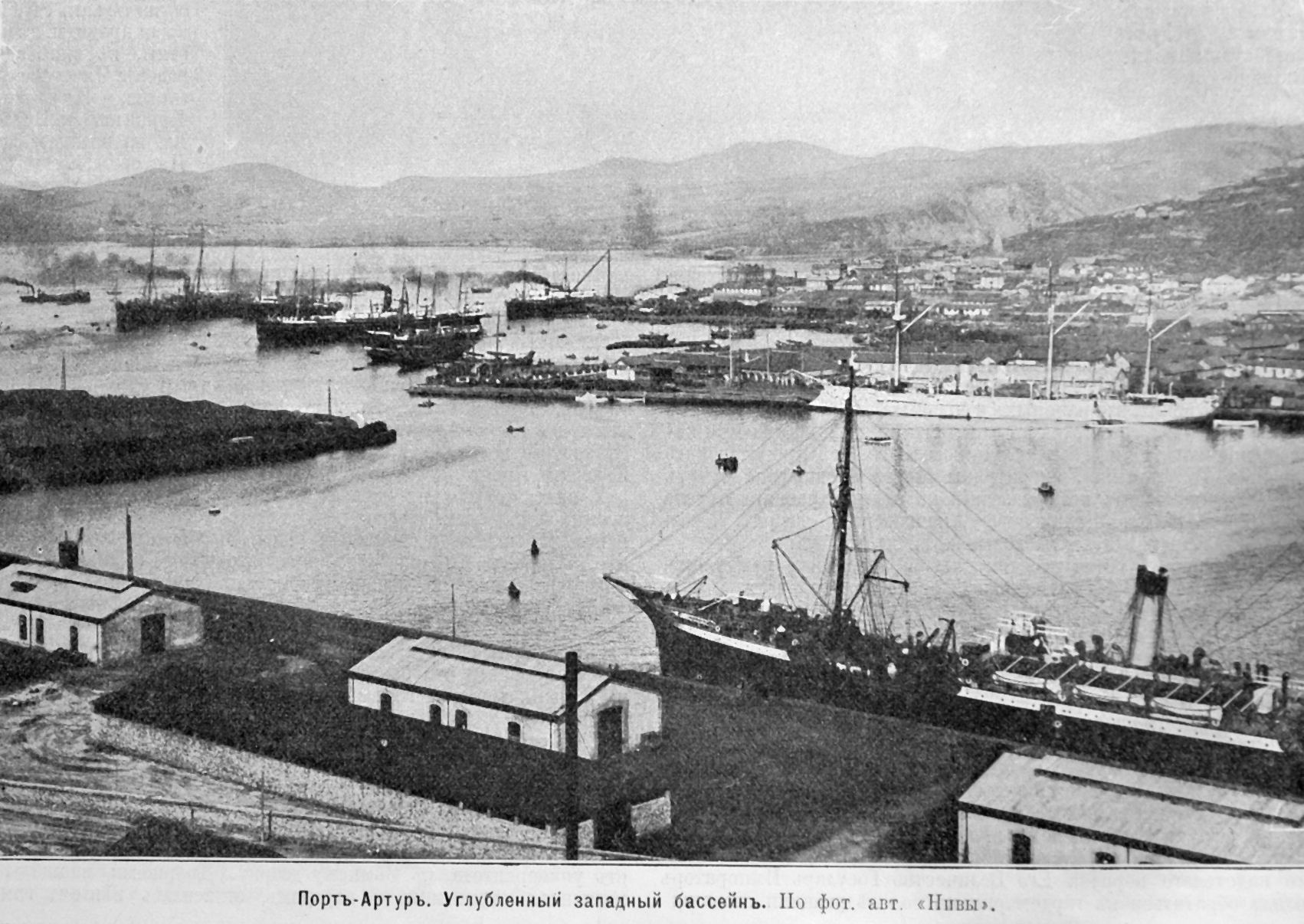
Westlicher Hafen im Jahr 1901

Am 21. November 1894 eroberte Japan die Bucht von Lüshun im Verlauf des Ersten Japanisch-Chinesischen Krieges. Vom 21. bis 24. November 1894 wurden im Massaker von Lüshun mehrere tausend chinesische Soldaten und Zivilisten getötet. Die 1. Division der 2. Japanischen Armee unter dem Kommando des einäugigen Generals Yamaji Motoharu (1841–1897) verschonte lediglich 36 Einwohner, die zur Bestattung der unzähligen Leichen gezwungen wurden. Der Wanzhong-Friedhof ist ein Nationales Denkmal der Volksrepublik China.
Infolge des massiven Druckes der westlichen Mächte (Intervention von Shimonoseki) wurde sie nach dem Krieg an China zurückgegeben. Kurz danach, am 15. Märzjul. / 27. März 1898greg. verpachtete das Qing-Reich die strategisch günstig liegende Siedlung Lüshun zusammen mit der Halbinsel Liaodong an Russland. Die Russen tauften Lüshun in Port Arthur um, wie die Stadt im Westen noch genannt wird. Es war geplant, Port Arthur neben Wladiwostok zum Hauptstützpunkt des Russischen Reiches am Pazifik aufzubauen.

### Russisch-Japanischer Krieg
Vor Port Arthur fielen in der Nacht vom 8. auf den 9. Februar 1904 die ersten Schüsse des Russisch-Japanischen Krieges, als japanische Kriegsschiffe unter Admiral Tōgō Torpedos auf russische Kriegsschiffe abfeuerten, die in der Bucht vor Anker lagen. Dabei wurden die Schlachtschiffe Retwisan und Zessarewitsch sowie ein Kreuzer der russischen fernöstlichen Kriegsflotte im flachen Hafen auf Grund gesetzt. Die verbliebenen seetüchtigen Schiffe unternahmen später zwei gescheiterte Ausbruchsversuche. Der Angriff der Japaner erfolgte ohne vorherige Kriegserklärung (vergleiche Angriff auf Pearl Harbor) und wurde daher von den meisten europäischen Mächten als völkerrechtswidrig verurteilt. Lediglich das zu diesem Zeitpunkt mit Japan vertraglich verbundene Großbritannien feierte den Überfall als „große seemännische Tat“.
Im Laufe des Krieges belagerte General Nogi Maresuke Port Arthur monatelang. Im Verlauf der Belagerung versenkte sich der Kern der russischen Fernostflotte selbst. Von japanischer Seite wurden erstmals Haubitzen mit einem Kaliber von 28 Zentimetern eingesetzt, die die Festungsanlagen sturmreif schossen. Der Beschuss mit den bis dahin schwersten Geschützen dauerte vom 4. Oktober 1904 bis zur Kapitulation der Festung am 2. Januar 1905. Im Frieden von Portsmouth trat Russland die Festung an Japan ab, welches sie, nach der japanischen Aussprache der chinesischen Schriftzeichen für Lüshun, als Ryojun bezeichnete.

### Zweiter Weltkrieg
Ab 1932 gehörte Port Arthur zum japanischen Marionettenstaat Mandschukuo. Gegen Ende des Zweiten Weltkrieges besetzte die 2. fernöstliche Front der Roten Armee während der sowjetischen Invasion der Mandschurei die Stadt. Bis 1955 stand sie unter sowjetischer Verwaltung und wurde dann an China zurückgegeben.

### Aktuelle Situation
Lange Zeit war Lüshunkou als Militärhafen ein für Ausländer unzugänglicher geschlossener Stadtbezirk. Lediglich die Denkmäler der russischen und japanischen Soldaten konnten besichtigt werden. Bis auf die rein militärischen Bereiche der Stadt (Hafen, Kasernen) ist Lüshunkou nunmehr frei zugänglich.

## Gefängnis von Lüshunkou
Zur Durchsetzung seiner kolonialen Ziele erlaubte Zar Nikolaus II. dem Gouverneur der Präfektur Guandong, ein Gefängnis in Yuanbaofang, Lüshun zu errichten. Nach der Übernahme der Stadt am 2. Januar 1905 durch die japanischen Truppen fiel das noch nicht fertiggestellte Gefängnis unter japanische Verwaltung. Die japanische Kolonialverwaltung baute das Gefängnis ab 1907 weiter aus. Das Gefängnis erstreckte sich auf eine Fläche von 26.000 m² und war von einer 725 m langen und 4–5 m hohen Mauer umgeben. Von den 275 Zellen waren 253 gewöhnliche Gefängniszellen für bis zu 10 Häftlinge, 18 Zellen waren für kranke Häftlinge vorgesehen und 4 Zellen dienten als Verlies.
Nach einer Renovierung im Jahr 1971 wurde das Gefängnis der Öffentlichkeit zugänglich gemacht. 1988 stellte es die chinesische Regierung als Nationales Kulturdenkmal unter staatlichen Schutz.

## Söhne und Töchter der Stadt
- Sergei Iwanowitsch Kowalenko (1947–2004), sowjetischer Basketballspieler
- Sergei Wadimowitsch Stepaschin (* 1952), russischer Politiker

## Siehe auch

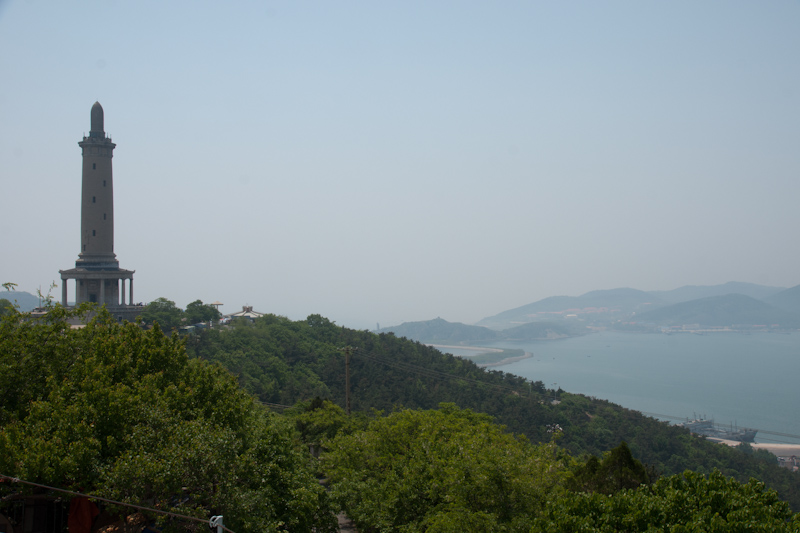
Baiyushan-Turm: gebaut zum Gedenken an die japanischen Soldaten, die bei der Einnahme von Port Arthur ums Leben kamen